# Carrouges
Carrouges là một xã thuộc tỉnh Orne vùng Normandie tây bắc nước nước Pháp. Xã này nằm ở khu vực có độ cao trung bình 335 mét trên mực nước biển.
Danh xưng dân địa phương trong tiếng Pháp là Carrougiens và Carrougiennes.

## Diễn biến dân số
| Năm                                         | Dân số |
| 1865                                        | 950    |
| 1936                                        | 701    |
| 1954                                        | 706    |
| 1962                                        | 727    |
| 1968                                        | 695    |
| 1975                                        | 753    |
| 1982                                        | 787    |
| 1990                                        | 760    |
| 1999                                        | 743    |
| 2005                                        | 735    |
| sans doubles comptes in 1962. Nguồn: INSEE. |        |